# 82-га західно-африканська дивізія (Британська імперія)
82-га західно-африканська дивізія (англ. 82nd (West African) Division) — військове з'єднання, піхотна дивізія регулярної армії британської армії, що брала участь у Другій світовій війні.

## Історія з'єднання
82-га західно-африканська дивізія Британської імперії була сформована з існуючої 1-ї та 2-ї Західноафриканських піхотних бригад, які раніше брали участь у Східноафриканській кампанії в 1940 і 1941 роках, і щойно сформованої 4-ї (Нігерійської) піхотної бригади. Штаб дивізії було створено 1 серпня 1943 року. Разом з 81-ю (Західноафриканською) дивізією ці з'єднання продовжували нумерації британських піхотних дивізій, створених на війні. 1 листопада 1943 року під контроль штабу дивізії перейшли усі штатні підрозділи.
Знаком строю дивізії були схрещені списи на головній пов'язці, чорним (іноді білим) на жовтому щиті.
20 травня 1944 дивізія відпливла на Цейлон, де 20 липня було завершено повне формування з'єднання. Попри тому, що багато військових були вихідцями з савани північної Гани та Нігерії, вони були добре навчені й ефективні, коли діяли в джунглях і горах.
У грудні 1944 року, діючи у складі XV індійського корпусу, після завершення повного циклу допідготовки, дивізія взяла участь у третій Араканській кампанії. 15 грудня дивізія захопила Бутідаунг на річці Калапанзін і створила плацдарм на східному березі річки. Це дозволило союзним військам контролювати дорогу Маунгдо-Бутідаунг, яка була предметом боїв протягом трьох років, і дозволило здійснити перекидання 650 річкових катерів цим шляхом через залізничні тунелі до Бутідаунга для постачання індійських військ, що тримали оборону на хребті Маю.
Потім 82-га дивізія за підтримки 28-го протитанкового полку і 33-го полку гірської артилерії Королівської індійської артилерії перетнула крутий і вкритий джунглями гірський хребет, щоб об'єднатися з британською 81-ю (західноафриканською) дивізією у Мрау-У біля гирла річки Каладан. Цей маневр змусив японців евакуюватися з півострову Маю, який вони утримували майже чотири роки, і відступити на південь уздовж узбережжя. Коли вони відступали, британські командос із 3-ї бригади командос і частини індійської 25-ї піхотної дивізії висадилися в затоках і чаунгах попереду них. Опинившись між військами, що висаджувалися з моря, і 82-ю африканською дивізією, що їх переслідувала, японці потрапили у кліщі. Після поразки біля висоти 170 японське командування було змушено для запобігання катастрофи та повного знищення своєї 28-ї армії відходити у незручному для японської армії напрямку.
2-га бригада Золотого Берега 82-ї дивізії, що оборонялася в Летмауку, згодом стала об'єктом інтенсивних японських контратак, зазнавши значних втрат. Вони були змушені відійти, прикриваючись 1-ю (нігерійською) бригадою. Відправивши бойові патрулі на великі відстані, щоб переслідувати японські фланги, нігерійський підрозділ зміг змусити японців відступити та 13 травня 1945 року повернути Ан. Тим часом основна частина дивізії просувалася на південь з Таманду. До кінця травня Кіндаунгійі, Таунгуп і Сандовей були захоплені. Активна фаза бойових дій припинилася під час мусонних дощів, але війна закінчилася через кілька тижнів.
Під час третьої Араканської кампанії 82-га дивізія зазнала втрату 2085 людей, що є найбільшим серед усіх формувань XV корпусу. Деякі з убитих були поховані в джунглях, але багато нігерійських могил залишилися на кладовищах у Далет Чаунг поблизу Таманду та на військовому кладовищі Тауккян. Інших вшановують у Військовому меморіалі в Рангуні.

## Формування дивізії
- 1-ша західноафриканська піхотна бригада
- 2-га західноафриканська піхотна бригада
- 4-та західноафриканська піхотна бригада
- 2-й легкий зенітно-протитанковий полк
- 102-й легкий артилерійський полк
- 42-й мінометний полк
- 81-й західноафриканський дивізійний розвідувальний полк
- підрозділи підтримки, забезпечення та постачання